# Ilse Aichinger
Ilse Aichinger, avstrijska pisateljica, * 1. november 1921, Dunaj, Avstro-Ogrska (zdaj Avstrija), † 11. november 2016, Dunaj.
Velja za pomembno predstavnico avstrijske povojne literature.

## Življenje

### Otroštvo
Ilse Aichinger in njena sestra dvojčica Helga Michie sta se rodili učitelju in judovski zdravnici na Dunaju. Družina je živela v Linzu, dokler ni oče vložil zahteve za ločitev, da ne bi z ženo judinjo ogrozil svoje poklicne kariere. Mati se je s hčerkama preselila nazaj na Dunaj, kjer je Ilsa živela predvsem pri judovski babici oziroma v samostanski šoli.
Priključitev Avstrije Nemčiji (13. marec 1938) je za družino pomenila veliko zasledovanja in življenjskih nevarnosti. Helga je v julija 1939 pobegnila v Združeno kraljestvo, vendar ostalim družinskim članom to ni uspelo, ker je že izbruhnila vojna. Ilse je ostala z materjo, da jo je lahko kot mladoletna zavarovala pred deportacijo. Mati je izgubila službo, vendar so jo do leta 1942 dejansko pustili pri miru.
Ilse Aichinger je živela v popolni izolaciji pred javnostjo, ni mogla niti študirati. Materi in njej so med vojno dodelili prisilno delo. Ilse se je zavedala, da jo lahko umorijo, ker je svojo mater skrivala do polnoletnosti, in sicer v sobi, ki se je nahajala v hotelu Metropol na Morzinplatzu, blizu sedeža Gestapa. Babico ter mlajše sestre in materine brate so leta 1942 odpeljali in poslali v taborišče blizu Minska.

### Študij in pisanje
Leta 1945 je začela Ilse študirati medicino, vendar je po petih semestrih s študijem prenehala, da bi napisala avtobiografski roman Večje upanje (nem. Die größere Hoffnung 1948, sl. 2003). Kritik Hans Weigel ji je svetoval, naj se s svojimi besedili predstavi pri založbi S. Fischer, ki je njeno delo kasneje tudi objavila. 1949/50 je Ilse delala kor lektorica pri isti založbi, 1950/51 pa kot asistentka na Visoki šoli za oblikovanje v Ulmu.
Leta 1951 je bila povabljena v Skupino 47 (nemško Gruppe 47), kjer je spoznala svojega bodočega moža Günterja Eicha. 1952 je z Zgodbo o ogledalu (nemško Spiegelgeschichte) osvojila nagrado Skupine 47. V istem letu je izšla pripoved Pogovor pod vislicami (nem. Rede unter dem Galgen, 1952). 1953 se je poročila z Günterjem Eichom. Par je živel skupaj s sinom Clemensom, ki je kasneje tudi postal pisatelj, in hčerjo Mirjan najprej v Lenggriesu, nato v Breitbrunnu pri Chiemskem jezeru (nem. Chiemsee) in od leta 1963 v Großgmainu v Salzburgu. V istem letu, ko se je Ilse poročila, je izdala tudi radijsko igro Gumbi (nemško Knöpfe, 1953)

### Pozna leta
Leta 1972 je Günter Eich umrl. Devet let pozneje, po smrti svoje matere, se je Ilse preselila v Frankfurt, in 1988 na Dunaj, kjer je po dolgem premoru v poznih 90ih zopet začela pisati. Redno je osvajala prestižne literarne nagrade, čeprav je vedno manj objavljala.
Po smrti sina Clemensa februarja 1998 se je avtorica popolnoma odmaknila od javnosti in pisanja. Dve leti kasneje so po 14-letnem premoru izšli delno avtobiografski eseji Film in poguba (nem. Film und Verhängnis). Sledili sta dve kratki knjigi. Nekatere odlomke so objavili v časopisu Die Presse. Ilse Aichinger živi na Dunaju, kjer še vedno skoraj vsak dan obiskuje »svojo« kavarno Café Demel na Michaelerplatzu in zelo rada hodi v kino.

## Delo

### Zgodnja dela
Že od samega začetka je Ilse Aichinger v svojih delih kritizirala politične in socialne razmere ter bila proti lažni harmoniji in zgodovinski amneziji. Leta 1945 je napisala besedilo o življenju v koncentracijskih taboriščih Četrta vrata (nemško Das vierte Tor), najprej je besedilo izšlo v avstrijski literaturi. Leto kasneje je zapisala v eseju Poziv k nezaupanju (nemško Aufruf zum Misstrauen): "
Mi si ne smemo zaupati. Jasnost naše namere, globina naših misli, naša dobra dejanja! Vsem tem ne smemo zaupati!
S tem pozivom proti potlačevanju zgodovine in za neusmiljeno samoanalizo, se je Ilse Aichinger obrnila tudi na nemško literaturo.
Leta 1948 je napisala svoj edini roman z naslovom Večje upanje (nemško Die größere Hoffnung 1948, sl. 2003). V avtobiografskem romanu opisuje usodo mlade, pol-judovske ženske v nacistični Nemčiji. Roman ne ponuja konkretno-realistične upodobitve ponižanja, strahu in obupa, ampak alegorične podobe iz življenja petnajstletnice iz subjektivne perspektive. Roman nima kronološkega zaporedja, ampak je sestavljen iz mešanice sanj, pravljic, mitov in zgodovine. Monologi se povezujejo z dialogi, avktorialna pripoved pa z osebno perspektivo.
V njenih zgodnjih delih se kaže tudi vpliv Franza Kafke, saj opisuje eksistencialno determiniranost človeka s strahom, sanjami in haluciniranjem. Rada tematizira odnose med sanjami in realnostjo, ter med svobodo in prisilo. V delu z naslovom Kjer živim (nemško Wo ich wohne, 1963) pa se avtorica poslužuje teme o vprašanju avtonomije in odgovornosti.

### Kritika jezika
Že od vsega začetka se je v njenih delih pokazalo nagnjenje do pomanjkanja kot na primer pri njenem romanu Večje upanje (nemško Die größere Hoffnung, 1948, sl. 2003). Pri zborniku Grde besede (nemško Schlechte Wörter, 1976) se dobro vidi tematsko spremembo: ko najprej prevladuje iskanje resnice, prihaja sedaj do subverzivne kritike jezika. Avtorici je jezik postopoma postajal vse maj uporabno izrazno sredstvo. Temu so nato sledila vse krajša besedila, celo aforizmi.

## Priznanja
- 1952: Literarna nagrada Skupine 47 (nemško Gruppe 47)
- 1955. Literarna nagrada mesta Bremen (nemško Immermann-Preis)
- 1974: Literarna nagrada mesta Dunaj
- 1975: Švicarska nagrada (nemško Roswitha-Haftmann-Preis)
- 1982: Nagrada Francesca Petrarce
- 1983: Nagrada Franza Kafke
- 1984: Nagrada Günterja Eicha za poezijo
- 1987: Europalia nagrada za književnost Evropske skupnosti
- 1991: Velika nagrada za književnost Bavarske akademije za likovno umetnost
- 1995: Avstrijska nagrada za književnost in evropsko literaturo
- 1997: Nagrada Ericha Frieda

## Dela

### Proza
- Večje upanje (nemško Die größere Hoffnung, sl. 2003). Roman. Bermann-Fischer, Amsterdam 1948. Prevedla: Amalija Maček-Mergole, Mohorjeva založba, Celovec 2003
- Pogovor pod vislicami (nemško Rede unter dem Galgen). Pripoved, Dunaj 1952.
- Zvezani (nemško Der Gefesselte). Pripoved, S. Fischer, Frankfurt am Main 1953.
- Eliza Eliza (nemško Eliza Eliza). Pripoved, S. Fischer, Frankfurt am Main 1965.
- Novica dneva (nemško Nachricht vom Tag). Pripoved, S. Fischer, Frankfurt am Main 1970.
- Moj jezik in jaz (nemško Meine Sprache und ich). Pripoved, S. Fischer, Frankfurt am Main 1978.
- Ledeni kristali. Humphrey Bogart in Titanik (nemško Eiskristalle. Humphrey Bogart und die Titanic). S. Fischer, Frankfurt am Main 1997.
- Volk in sedem kozličkov (nem. Der Wolf und die sieben jungen Geißlein). Dunaj 2004.
- Neverjetna potovanja (nemško Unglaubwürdige Reisen). S. Fischer, Frankfurt am Main 2005.
- Kleist, mah, fazan (nemško Kleist, Moos, Fasane).S. Fischer, Frankfurt am Main 1996.
- Film in smrtni izid. Utripajoče luči na življenje (nemško Film und Verhängnis. Blitzlichter auf ein Leben). S. Fischer, Frankfurt am Main 2001.
- Podteksti (nemško Subtexte).Edition Korrespodenzen, Dunaj 2006.

### Poezija
- Podarjen nasvet (nemško Verschenkter Rat). S. Fischer, Frankfurt am Main 1978.
- Kratki stiki (nemško Kurzschlüsse). Dunaj 2001.

### Radijske igre
- Gumbi (nemško Knöpfe). 1953.
- Francosko veleposlaništvo(nemško Französische Botschaft), 1960.
- Bele krizanteme (nemško Weiße Chrysanthemen). 1961.
- Popoldan v Ostendeju (nemško Nachmittag in Ostende), 1968.
- Sestre Jouet (nemško Die Schwestern Jouet), 1969.
- Ob  nobeni uri (nemško Zu keiner Stunde), S. Fischer, Frankfurt ob Majni 1980.
- Obisk v župnišču. Radijska igra. Trije dialogi. (nemško Besuch in Pfarrhaus. Ein Hörspiel. Drei Dialoge) S. Fischer, Frankfurt ob Majni 1961.
- Auckland (nemško Auckland). Štiri radijske igre. S. Fischer, Frankfurt ob Majni 1969.
- Gare Maritime (nemško Gare Maritime), 1976.

### Zborniki
- Kjer živim (nemško Wo ich wohne). Pripovedi, dialogi, pesmi. S. Fischer, Frankfurt am Main 1963.
- Grde besede (nemško Schlechte Wörter). S. Fischer, Frankfurt am Main 1976.
- Dela v osmih zvezkih (nemško Werke in acht Bänden). S. Fischer, Frankfurt am Main 1991.
- Zapiski 1950-1985 (nemško Aufzeichnungen 1950-1985). Reclam, Leipzig 1992.
- Dialogi, zgodbe, pesmi (nemško Dialoge, Erzählungen, Gedichte). Heinz f. Schafroth. Reclam, Stuttgart 1971.
- Pesmi in prosa (nemško Gedichte und Prosa). Weilheim gimnazija, Weilheim i. OB. 1980.

### V slovenščini
- Černe, Urška P.: Avstrijska mojstrovina v dobrem prevodu, Ilse Aichinger, Večje upanje. Celovec, 2003. V: Delo leto 46, št. 14 (19. jan. 2004), str. 11.
- Gasser, Katja: Ob 75-letnici Ilse Aichinger. V: Celovški zvon: vseslovenska revija za leposlovje, kritiko, kulturna, družbena in verska vprašanja, št. 54 (1997), str. 60-61.
- Jenčič, Lučka: Kleist, mah, fazan / Ilse Aichinger. V: Ampak : mesečnik za kulturo, politiko in gospodarstvo, št. 2 (2002), str. 57-58.
- Jenčič, Lučka: Izpolnjeni molk. V: Ampak : mesečnik za kulturo, politiko in gospodarstvo, letn. 3, št. 2 (2002), str. 57.
- Jenčič, Lučka: Madeži. V: Naši razgledi: štirinajstdnevnik za politična, gospodarska in kulturna vprašanja, št. 11 (1992), str. 353.
- Maček, Amalija: Vmes pa veliko veliko molka / Ilse Aichinger. V: Apokalipsa: revija za preboj v živo kulturo, št. 83 (2004), str. 93-107.
- Rajh, Bernard: Kje stanujem. V: Dialogi, št. 11 (1991), str. 56-58.
- Šlibar, Neva: Iz molčanja in brezglasja izvira moč besed: ob izdaji zbranih del Ilse Aichinger. V: Naši razgledi: štirinajstdnevnik za politična, gospodarska in kulturna vprašanja, št. 11 (1992), str. 352.
- Večje upanje Ilse Aichinger; radijska priredba Friedemann Berger; prevedel Borut Trekman 1972.

### V nemščini
- Lindemann, Gisela: Ilse Aichinger. Beck, München 1988
- Bartsch, Kurt; Melzer, Gerhard: Ilse Aichinger. Droschl, Graz / Wien 1993
- Moser, Samuel: Ilse Aichinger. Leben und Werk (Življenje in delo). S. Fischer, Frankfurt am Main 1995.
- Berbig, Roland: Ilse Aichinger. In:Text + Kritik(Tekst + kritika) 175. Edition text + kritik, München 2007.
- Šlibar, Neva: Das dichterische Werk Ilse Aichingers. Magistrsko delo. Ljubljana, 1980.
- Šlibar, Neva: Entmaterialisierung und Fiktionalisierung von Zeit, Raum und Körperlichkeit – Ilse Aichingers Hörspiele der Spätphase. V: Acta neophilologica, št. 15 (1982), str. 33-62.
- Šlibar, Neva: Definieren grenzt an Unterhöhlen : ambiguisierte Paradoxie in Ilse Aichingers Gedichten. V: Zbornik Ilse Aichinger (hrg:Kurt Bartsch und Gerhard Melzer), (1993), str. 55-87.
- Šlibar, Neva: Das Eigene in der Erfindung des Fremden: Spiegelgeschichten, Rezeptionsgeschichten. V:Zur Geschichte der österreichisch-slowenischen Literaturbeziehungen (1998), str. 367-387.